# 比古利亚
比古利亚（法語：Biguglia，法語發音：[biɡu(l)ja]）是法国上科西嘉省的一个市镇，属于巴斯蒂亚区。

## 地理
比古利亚（42°37'6"N, 9°26'10"E）面积22.27 平方千米，位于法国上科西嘉省，该省份位于科西嘉北部，后者为地中海西部的一座岛屿，也是法国的一个单一领土集体，位于法国大陆部分的东南面，意大利半島的西面，最临近的地块是撒丁岛。
与比古利亚接壤的市镇（或旧市镇、城区）包括：富里亚尼、博尔戈、奥莱塔。

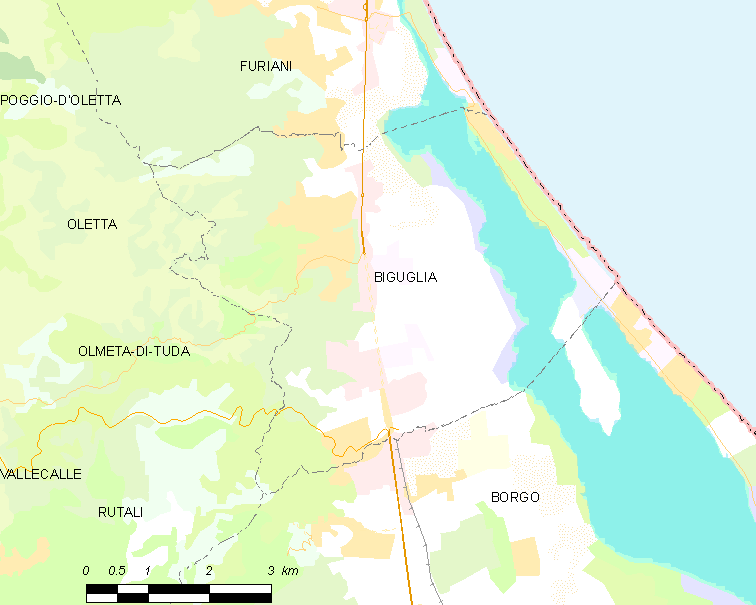
比古利亚的OSM定位图

比古利亚的时区为UTC+01:00、UTC+02:00（夏令时）。

## 行政
比古利亚的邮政编码为20620，INSEE市镇编码为2B037。

## 政治
比古利亚所属的省级选区为比古利亚-内比奥县。

## 人口

1962-2008年间比古利亚人口变化图示

比古利亚于2022年1月1日时的人口数量为7638人。